# San Miguel, Bolívar
San Miguel är en ort i Ecuador.   Den ligger i provinsen Bolívar, i den centrala delen av landet, 170 km söder om huvudstaden Quito. San Miguel ligger 2 444 meter över havet och antalet invånare är 12 575.
Terrängen runt San Miguel är kuperad åt nordost, men åt sydväst är den bergig. Runt San Miguel är det glesbefolkat, med 12 invånare per kvadratkilometer. Närmaste större samhälle är Guaranda, 13,7 km norr om San Miguel. I omgivningarna runt San Miguel växer i huvudsak städsegrön lövskog.